# Pál Bedák
Pál Bedák (* 8. September 1985 in Budapest) ist ein ehemaliger ungarischer Boxer. 

## Werdegang
Pál Bedák wuchs in Budapest auf und stammt aus einer Boxer-Familie, aus der mit seinem Bruder Zsolt Bedák ein weiterer erfolgreicher Boxer hervorging. Aufgrund seiner Größe von 1,52 m trug Pál Bedák den Spitznamen „Little Big Man“. Er begann schon als Schüler mit dem Boxen, kämpfte in der Linksauslage und erzielte bereits als Junior große Erfolge auf internationaler Ebene.
Er gewann jeweils die Goldmedaille bei den Kadetten-Europameisterschaften 2002 in der Ukraine, den Junioren-Europameisterschaften 2003 in Polen und den Junioren-Weltmeisterschaften 2004 in Südkorea. Dabei besiegte er unter anderem McWilliams Arroyo und Sergei Wodopjanow. Bei den Kadetten-Weltmeisterschaften 2002 in Ungarn gewann er die Silbermedaille, zudem ist er Achtelfinalist der Kadetten-Weltmeisterschaften 2001 und der Junioren-Weltmeisterschaften 2002.
Bei den Erwachsenen wurde er Ungarischer Meister 2002 und 2003 im Halbfliegengewicht, sowie Ungarischer Meister 2004, 2006 und 2007 im Fliegengewicht. 2005 wurde er Vizemeister. Noch 2003 nahm er an den Weltmeisterschaften teil und erreichte das Achtelfinale, wo er gegen Suban Punnon unterlag. Bei den Europameisterschaften 2004 gewann er eine Bronzemedaille im Halbfliegengewicht, als er erst im Halbfinale gegen Sergei Kasakow ausgeschieden war. Zuvor hatte er unter anderem Atagün Yalçınkaya besiegt, den späteren olympischen Silbermedaillengewinner 2004. Bei den Olympischen Spielen 2004 in Athen verlor er im ersten Duell gegen Jeyhun Abiyev, den er ebenfalls bei der EM 2004 besiegt hatte.
Bei der WM 2005 gelangen ihm unter anderem Siege gegen Pürewdordschiin Serdamba, diesmal auch Sergei Kasakow, sowie Birschan Schaqypow, ehe er im Finalkampf gegen Zhou Shiming unterlag und Vize-Weltmeister im Halbfliegengewicht wurde. Bei der EM 2006 unterlag er im Viertelfinale gegen Dawid Airapetjan. Diesem unterlag er auch im zweiten Kampf bei der WM 2007.
Im April 2008 gewann er die europäische Olympiaqualifikation in Athen und schlug dabei unter anderem Ferhat Pehlivan. Er nahm daraufhin bei den Olympischen Spielen 2008 in Peking teil, wo er diesmal knapp gegen Birschan Schaqypow ausschied. Darüber hinaus gewann er noch die EU-Meisterschaften 2007 und 2008 im Halbfliegengewicht, wobei ihm Siege gegen Alfonso Pinto, Nordine Oubaali, Kelvin de la Nieve, Łukasz Maszczyk und Paddy Barnes gelangen.
Von Dezember 2008 bis Mai 2010 bestritt er acht erfolgreiche Profikämpfe in Österreich, Ungarn und Deutschland, wovon er fünf vorzeitig gewann.